# Laurède
Laurède – miejscowość i gmina we Francji, w regionie Nowa Akwitania, w departamencie Landy.
Według danych na rok 1990 gminę zamieszkiwało 339 osób, a gęstość zaludnienia wynosiła 59 osób/km² (wśród 2290 gmin Akwitanii Laurède plasuje się na 846. miejscu pod względem liczby ludności, natomiast pod względem powierzchni na miejscu 1378.).